# Nath (Hinduismus)
Die Naths oder Nathas (Sanskrit नाथसम्प्रदाय = „Herr“, „Meister“) bilden eine Sekte innerhalb des Hinduismus; sie sind vorwiegend im Norden Indiens und in Nepal verbreitet. In ihrer Religion verbinden sich Ideen des mittelalterlichen Buddhismus, des Shivaismus und von Yoga-Traditionen. Geistige Führer waren Matsyendranath und dessen Schüler Goraknath, die im 7. oder 10. Jahrhundert lebten. Es gibt wechselseitige Beeinflussungen mit dem Vithoba- und dem Yogini-Glauben. 

## Ursprung
Einige Forscher verorten den Ursprung der Nath-Religion in Mittelindien (heute Maharashtra) und Norden Karnatakas; andere sehen den Ursprung eher in den Gebieten des südlichen Himalaya (heute Nepal oder Assam). Eines der ältesten Nath-Klöster befindet sich bei Mangaluru im Bundesstaat Maharashtra.

## Religion und Glaubenspraktiken
Die meist den unteren Kasten (shudras oder Other Backward Classes) angehörenden Naths verehren den auch als Adinath bezeichneten Hindu-Gott Shiva als ihren Ahnherrn. Darüber hinaus werden weitere 8 (manchmal auch mehr) Yogis verehrt. Naths können sowohl Familienväter als auch in Klöstern lebende oder allein umherwandernde Mönche sein; letztere bestreichen oft ihr Gesicht und ihre langen Haarflechten mit Asche, um auf diese Weise ihre bereits stattgefundene Loslösung von der irdischen Welt zu zeigen. Auch Haschisch kann zu diesem Zweck eingesetzt werden. Das Ziel aller Naths ist die Erlösung, Befreiung oder das Ausbrechen aus dem Kreislauf der Wiedergeburten (moksha).

## Sonstiges
Bereits im 14. Jahrhundert, aber auch noch später, schlossen sich einige Naths zu Räuberbanden zusammen und überfielen Reisende.